# モンマート
モンマートとは、有限会社モンマートストアシステムズが展開していた日本のボランタリー・チェーンのコンビニエンスストアである。
2022年（令和4年）12月31日に本部の運営母体の有限会社モンマートストアシステムズが解散した。

## 歴史・概要

### 創業
馬場貞男が、1974年（昭和49年）に「酒類食品流通研究所」を開設し、1975年（昭和50年）10月に東京都品川区に1号店として個人経営で「モンマートいっちょうめ店」を開店したのが始まりである。
この1号店は、馬場貞男の自宅1階のガレージを改造した約30m2の店舗で、酒・たばこ・塩など当時小売り免許が必要だった商品を含めて約1,200品目を揃えた超小型店であった。
創業当初は、酒類については専門店レベルまで水準を高めたうえで、品揃えを拡げる「コンビニエント・リカー・ストア」という新たな種類専門店を標榜して、店舗の指導を行っていた。
そうした専門性を高めることで、価格訴求をしているスーパーマーケットとの差別化を図り、適正な利益を確保することを目指していた。
そのため、レイアウト面でも、品揃えや雰囲気の面でも酒類を最優先し、酒の専門店とのイメージを客に持たせるようにしており、そのことで、酒類の売上を伸ばして、価格訴求に頼らない店づくりをしていた。
法人化以前に開業したモンマートの店舗では、開業時に馬場貞男が主宰していた「酒類食品流通研究所」が店舗の設計などを担当していた。
そして、1号店を母体として「モンマートコンビニ塾」を開設して指導先の組織化を進め、研究室主宰型のボランタリー・チェーンとして運営され、1977年（昭和52年）2月には50店舗に達していた。

### 法人化し、地域本部やシステムを導入
1977年（昭和52年）3月22日に「有限会社モンマートストアシステムズ」を設立して法人化した。
1980年（昭和55年）9月に日本海酒販が資本金300万円で地区本部の日本海モンマート本部を設立し、1981年（昭和56年）から全国各地での地区本部設立を本格化させた。
同年11月の日経流通新聞の「第2回CVS調査」では、セブンイレブン・Kマート・マイショップ・サンチェーンに次ぐ第5位に入り、1979年（昭和54年）12月時点で全国134店舗でチェーン全店売上高が約130億円とされていた。
1984年（昭和59年）1月に仕入・商品管理システムは三菱電機と共同開発した「モンピュータ」の導入を開始し、1980年代半ばには当時の約280店舗のうち約90店舗にフロッピーディスクで情報を本部に送るPOSシステムを導入して、1985年（昭和60年）9月に酒類メーカーなどにPOS情報の販売を開始した。
1984年（昭和59年）末時点では北海道から鹿児島県まで全国に273店舗を出店していた。
1992年（平成4年）には期末店舗数442店舗でチェーン全店売上高747億1800万円でチェーン全店売上高のピークを付け、1990年（平成2年）から1992年（平成4年）まではコンビニエンスストア業界で8位となっていた。

### 売上の減少とモンマートストアシステムズの解散
1993年（平成5年）には期末時点で452店舗と店舗数を増やしたもののチェーン全店売上高は約710億円と前年比5.0%減と減少に転じ、業界順位も前年の8位から12位と大きく下がることになった。
1994年（平成6年）は460店舗で全店売上高約693億4500万円の12位となり、1995年（平成7年）は465店舗で全店売上高は約688億7100万円と店舗数は伸び続けたものの全店売上高の減少傾向が続き全店売上高は約655億3300万円、1996年（平成7年）は470店舗で、1995年（平成7年）に14位、1996年（平成7年）には16位と順位を下げることになった。
そのため、1997年（平成9年）7月にボランタリーマーチャンダイジングネットワーク（VMN）からの商品供給を開始し、1998年（平成10年）9月にはキャメルマート・ジャパン、全国酒有連、東京コンビニエンスシステムの3社と共同で「酒類共同仕入・販促機構」を設立して共同仕入を開始するなど仕入れの共同化による価格競争力を確保する戦略を採るようになった。

2022年（令和4年）12月31日に本部の運営母体の有限会社モンマートストアシステムズが解散した。

## 特色
専門店的水準の酒販店経営を成立させる集客手段としてコンビニのノウハウを活用するのが最大の特色。酒類の特性を捨てて一般的なコンビニとなるのではなく、あくまでも酒販店の一業態たるコンビニエントリカーショップを確立するのが基本戦略。中でも、ワイン、PB清酒と手づくり弁当、惣菜の強化によって小売店の高付加価値戦略を推進している。
また、加盟金はあったものの、ロイヤリティーが無かった。
店舗改装や開店準備の指導は行っていたものの、開業後のフォローや店舗オペレーションの指導などは行われておらず、品揃えも店舗毎にバラバラとなっており、チェーンとしての統一性に欠けていた。
また、当初は、仕入先の紹介は行うものの、指定業者に仕入れを集中してスケールメリットを引き出して価格交渉を本部が行うこともないため、納入業者もチェーンとの取引としてのメリットが無く、加盟店も自ら市場などに仕入れに行くなど、独立店と変わらない仕入形態となっていた。
1993年（平成5年）にチェーン全店売上高は約710億円と前年比5.0%減と減少に転じて業界順位も前年の8位から12位と大きく下がり、その後も全店売上高の減少と順位の低下が進み、1997年（平成9年）7月にボランタリーマーチャンダイジングネットワーク（VMN）からの商品供給を開始し、1998年（平成10年）9月にはキャメルマート・ジャパン、全国酒有連、東京コンビニエンスシステムの3社と共同で「酒類共同仕入・販促機構」を設立して共同仕入を開始するなど仕入れの共同化による価格競争力を確保する戦略を採るようになった。
1984年（昭和59年）12月期のチェーン全店の売上構成は、加工食品60%、デイリー食品16%、ファーストフード7%、生鮮三品4%、雑貨など17%となっていた。
また、東京都品川区八潮の「八潮ショッピングセンター・パトリア」に出店していた「モンマートやしお」や富山市稲荷元町の「アピア」に出店していた「モンマートよしだ」のようにショッピングセンター内に出店していた加盟店もあった。

## 年表
- 1974年（昭和49年） - 馬場貞男が「酒類食品流通研究所」を開設[6]。
- 1975年（昭和50年）10月 - 東京都品川区に1号店として馬場貞男が個人経営で「モンマートいっちょうめ店」を開店[1]。
- 1977年（昭和52年）3月22日 - 有限会社モンマートストアシステムズを設立[1]。
- 1978年（昭和53年）5月 - 酒販店経営技術セミナーを創設。
- 1980年（昭和55年）9月 - 日本海酒販が資本金300万円で地区本部の日本海モンマート本部を設立[12]。
- 1983年（昭和58年）4月1日 - 日本海モンマート本部が有限会社チックタックシステムズに商号を変更して独自のチェーンとなる[12]。
- 1996年（平成8年）11月20日 - 東京都品川区に新業態「クイーンズワイン」を開店[29][30]。
- 1997年（平成9年）7月 - ボランタリーマーチャンダイジングネットワーク（VMN）からの商品供給を開始[22]。
- 1998年（平成10年）9月 - キャメルマート・ジャパン、全国酒有連、東京コンビニエンスシステムの3社と共同で「酒類共同仕入・販促機構」を設立し、共同仕入を開始[24]。
- 2006年（平成18年） - 創業者の馬場貞男が逝去。
- 2022年（令和4年）12月31日 - 運営母体の有限会社モンマートストアシステムズが解散[3]、現存店舗は個人経営のみに。

## 店舗数・全店売上高

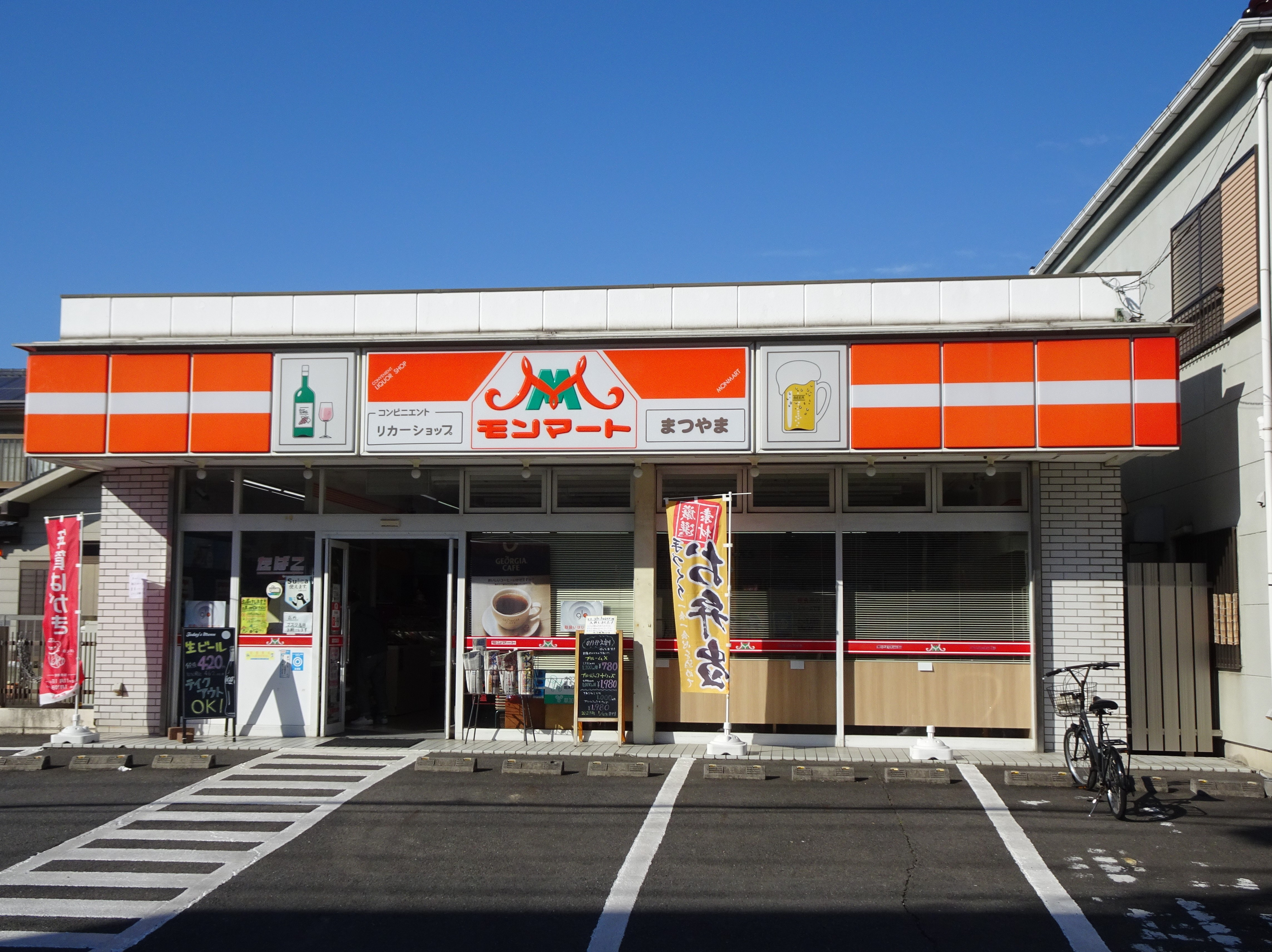
店舗の一例

| 1981年     | 169店 |               |
| 1982年     | 218店 |               |
| 1983年12月 | 242店 |               |
| 1984年12月 | 273店 |               |
| 1985年     | 301店 | 410億円       |
| 1986年11月 | 301店 |               |
| 1987年     | 366店 | 531億円       |
| 1988年     | 399店 |               |
| 1989年     | 409店 |               |
| 1990年     | 416店 | 645億8800万円 |
| 1991年     | 428店 | 703億9800万円 |
| 1992年     | 442店 | 747億1800万円 |
| 1993年     | 452店 | 710億円       |
| 1994年     | 460店 | 693億4500万円 |
| 1995年     | 465店 | 688億7100万円 |
| 1996年     | 470店 | 655億3300万円 |
| 2004年     | 365店 |               |